# Lirac
Lirac är en kommun i departementet Gard i regionen Occitanien i södra Frankrike. Kommunen ligger i kantonen Roquemaure som tillhör arrondissementet Nîmes. År 2022 hade Lirac 938 invånare.

## Befolkningsutveckling
Antalet invånare i kommunen Lirac
Referens:INSEE